# Попешти (Стоенешти)
Попешти (рум. Popești) насеље је у Румунији у округу Валча у општини Стоенешти. Oпштина се налази на надморској висини од 434 m.

## Становништво
Према подацима из 2011. године у насељу је живело 195 становника.